# Leichtathletik-Weltmeisterschaften 2009/Teilnehmer (Kambodscha)
| Gelbes Symbol für Goldmedaillen mit stilisierten Olympischen Ringen | Graues Symbol für Silbermedaillen mit stilisierten Olympischen Ringen | Braundes Symbol für Bronzemedaillen mit stilisierten Olympischen Ringen |
| ------------------------------------------------------------------- | --------------------------------------------------------------------- | ----------------------------------------------------------------------- |
| —                                                                   | —                                                                     | —                                                                       |

Der kambodschanische Leichtathletik-Verband stellte einen Athleten bei den Leichtathletik-Weltmeisterschaften 2009 in Berlin.

## Ergebnisse

### Männer

#### Laufdisziplinen
| Athlet      | Disziplin | Vorlauf        | Vorlauf | Halbfinale         | Halbfinale         | Finale             | Finale             |
| Athlet      | Disziplin | Zeit           | Platz   | Zeit               | Platz              | Zeit               | Platz              |
| ----------- | --------- | -------------- | ------- | ------------------ | ------------------ | ------------------ | ------------------ |
| Hem Bunting | 1500 m    | 4:08,64 min SB | 50      | nicht qualifiziert | nicht qualifiziert | nicht qualifiziert | nicht qualifiziert |